# Pousada Flor da Rosa

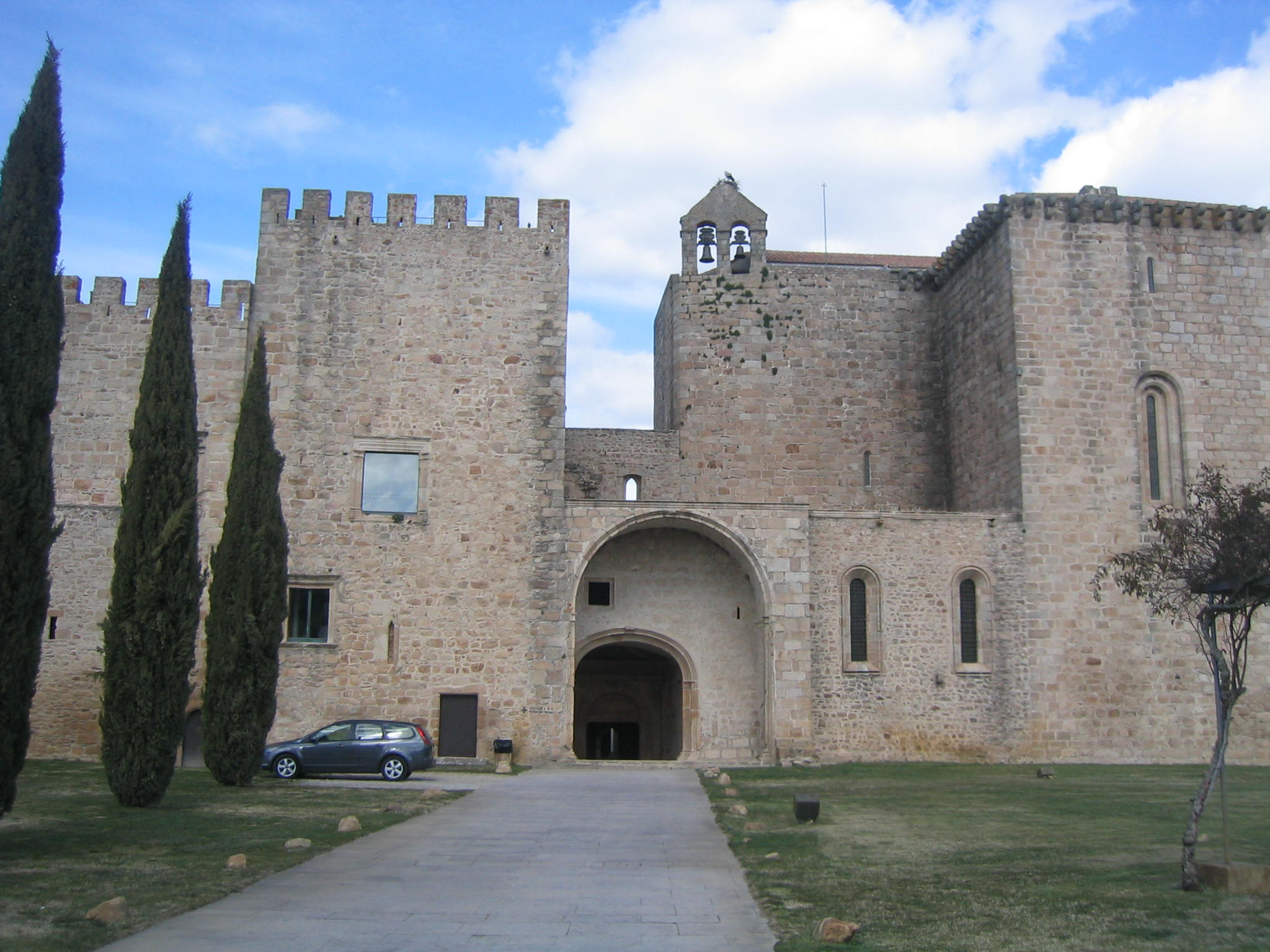
Fachada do Mosteiro de Flor da Rosa.

A Pousada Flor da Rosa, ou Pousada Mosteiro Crato, localiza-se na povoação de Flor da Rosa, na atual freguesia de Crato e Mártires, Flor da Rosa e Vale do Peso, no Município do Crato, em Portugal, integrando a rede Pousadas de Portugal.
Inaugurada em 1995, enconta-se instalada no Mosteiro de Flor da Rosa. Este é composto por três edificações distintas: a igreja-fortaleza de estilo gótico, um paço-acastelado gótico, já com alterações quinhentistas, e as restantes dependências conventuais já renascentistas e mudéjares.
Classificada como histórica-design, o projeto da pousada, assinado pelo arquiteto Carrilho da Graça, manteve paredes brancas convivendo ao lado de paredes de pedra e concreto aparentes. Contando originalmente com dez quartos, foi erguida uma nova ala, aumentando o total de quartos para vinte e quatro. A torre de menagem do castelo medieval, dividida internamente em três pavimentos, abriga hoje três suítes de luxo. A decoração é composta por móveis e objetos esparsos, assinados, e de grandes dimensões.
A Pousada conta com um restaurante.